# ウォーレリック
ウォーレリック(War Relic) はアメリカ合衆国生まれのサラブレッド（競走馬および種牡馬）である。マンノウォー産駒の中で最も成功した種牡馬であるといわれており、産駒のレリックやインテントから父マンノウォーの系統を広げた。

## 出生
ウォーレリックは父マンノウォーの馬主であったサミュエル・ドイル・リドルの自家生産馬で、母フライアーズカースは1925年の米2歳牝馬チャンピオン、その父フライアーロックは1916年のベルモントステークス優勝馬でその年の年度代表馬であった。
ウォーレリックは当初ジョージ・コンウェイの下で調教されたが、1939年6月20日に彼が亡くなると、その後はウォルター・A・カーターの下で調教された。

## 競走成績
3歳となった1941年にはいくつかの大レースに優勝した。特にナラガンセットスペシャルでは三冠馬ワーラウェイを、マサチューセッツハンデキャップでは古馬を破っている。

## 引退後
引退後は種牡馬として活躍し、1948年生まれのBattlefieldは1950年の2歳チャンピオンに輝き、 インテント (Intent)やMissileも2歳戦で活躍した。産駒のうちレリックはフランスに渡り、Buisson Ardent（シルバーシャーク(Silver Shark)の父）とヴェンチア(Venture VII)の兄弟、Texana、Relance (Relkoなどの母)、カロ(Caro)の母父となるEl Relicarioなどを輩出し、インテントもIntentionallyなどを輩出し種牡馬として成功したことで、それぞれレリック系、インテント系と呼ばれるサイアーラインを発展させている。ウォーレリックの系統は近年でもTiznow、Colonel John、Well Armed、Bertrandoらの活躍馬を輩出しており、父マンノウォーの血を伝えている。
ウォーレリックは1963年に25歳で亡くなり、ケンタッキー州レキシントン近郊のファラウェイファームに埋葬されたが、その亡骸は同父の三冠馬ウォーアドミラルや父マンノウォーとともにケンタッキーホースパークに移されている。

## 血統表
| ウォーレリックの血統       | ウォーレリックの血統                                | ウォーレリックの血統                                | （血統表の出典）                                    | （血統表の出典） |
| 父系                       | マンノウォー系                                      | マンノウォー系                                      | マンノウォー系                                      | [ § 2 ]          |
| 父 Man o'War 1917 栗毛     | 父の父Fair Play 1905 栗毛                           | Hastings                                            | Spendthrift                                         | Spendthrift      |
| 父 Man o'War 1917 栗毛     | 父の父Fair Play 1905 栗毛                           | Hastings                                            | Cinderella                                          |                  |
| 父 Man o'War 1917 栗毛     | 父の父Fair Play 1905 栗毛                           | Fairy Gold                                          | Bend Or                                             | Bend Or          |
| 父 Man o'War 1917 栗毛     | 父の父Fair Play 1905 栗毛                           | Fairy Gold                                          | Dame Masham                                         |                  |
| 父 Man o'War 1917 栗毛     | 父の母Mahubah 1910 鹿毛                             | Rock Sand                                           | Sainfoin                                            | Sainfoin         |
| 父 Man o'War 1917 栗毛     | 父の母Mahubah 1910 鹿毛                             | Rock Sand                                           | Roquebrune                                          |                  |
| 父 Man o'War 1917 栗毛     | 父の母Mahubah 1910 鹿毛                             | Merry Token                                         | Merry Hampton                                       | Merry Hampton    |
| 父 Man o'War 1917 栗毛     | 父の母Mahubah 1910 鹿毛                             | Merry Token                                         | Mizpah                                              |                  |
| 母 Friar's Carse 1923 栗毛 | 母の父Friar Rock 1913 栗毛                          | Rock Sand                                           | Sainfoin                                            | Sainfoin         |
| 母 Friar's Carse 1923 栗毛 | 母の父Friar Rock 1913 栗毛                          | Rock Sand                                           | Roquebrune                                          |                  |
| 母 Friar's Carse 1923 栗毛 | 母の父Friar Rock 1913 栗毛                          | Fairy Gold                                          | Bend Or                                             | Bend Or          |
| 母 Friar's Carse 1923 栗毛 | 母の父Friar Rock 1913 栗毛                          | Fairy Gold                                          | Dame Masham                                         |                  |
| 母 Friar's Carse 1923 栗毛 | 母の母Problem 1914 栗毛                             | Superman                                            | Commando                                            | Commando         |
| 母 Friar's Carse 1923 栗毛 | 母の母Problem 1914 栗毛                             | Superman                                            | Anomaly                                             |                  |
| 母 Friar's Carse 1923 栗毛 | 母の母Problem 1914 栗毛                             | Query                                               | Voter                                               | Voter            |
| 母 Friar's Carse 1923 栗毛 | 母の母Problem 1914 栗毛                             | Query                                               | Quesal                                              |                  |
| 母系(F-No.)                | (FN:1-o)                                            | (FN:1-o)                                            | (FN:1-o)                                            | [ § 3 ]          |
| 5代内の近親交配            | Fairy Gold S3×M3、Rock Sand S3×M3、Bend Or S4×M4×M5 | Fairy Gold S3×M3、Rock Sand S3×M3、Bend Or S4×M4×M5 | Fairy Gold S3×M3、Rock Sand S3×M3、Bend Or S4×M4×M5 | [ § 4 ]          |
| 出典                       | 1. 2. 3. 4.                                         | 1. 2. 3. 4.                                         | 1. 2. 3. 4.                                         | 1. 2. 3. 4.      |